# Another
Another (アナザー Anazā?) este un roman japonez de mister și groază scris de Yukito Ayatsuji și publicat pe 29 octombrie 2009 de către Kadokawa Shoten. Povestea îl are ca protagonist pe Kōichi Sakakibara.
O adaptare manga de către Hiro Kiyohara a fost difuzată între mai 2010 și ianuarie 2012.

## Acțiunea
În anul 1972, un elev popular pe nume Misaki, din clasa 3-3, în clasa a 9-a la Școala Gimnazială Yomiyama Nord a murit în urma unor condiții suspecte, dar foarte tragice. Toți cunoscuții lui au fost de o potrivă îndurerați de moartea acestuia și nu au putut trece peste ceea ce s-a întâmplat. De aceea au pretins că acesta este încă în viață și face parte din clasă până la absolvire. Ba chiar i s-a și păstrat un loc de onoare la absolvire, lucru care în mod inexplicabil a dus la apariția ciudată acestuia într-o poză alături de colegi săi. De atunci se spune că au avut loc diverse decese tragice în rândul elevilor și a famililelor acestora, însă care nu au putut fi justificate.
În prezent, în anul 1998, elevul în vârstă de 15 ani, Kouchi Sakakibara se transferă în clasa 3-3. Ajuns în Yomiyama el începe să observe atmosfera ciudată din clasă lui, dar și prezența misterioasă a unei fete, Mei Misaki, care în mod absurd numai acesta o poate vedea. Curând însă clasa trece printr-o perioadă grea în care tot mai mulți elevi mor rând pe rând. Atras în mijlocul evenimentelor, Kouchi și Mei vor încerca să găsească o modalitate de a stopi calamitatea până când nu este prea târziu.

## Personaje

### Personaje Principale

#### Kouchi Sakakibara (榊原 恒一Sakakibara Kōichi)
Dublat de: Atsushi Abe[1] (Japoneză); Greg Ayres[2] (Egleză), Kento Yamazaki[3] (live-action)
Kouchi Sakakibara este personajul masculin principal. Acesta are 15 ani și din cauza unei probleme la plămâni este obligat să se transfere din Tokyo la Școala Gimnazială Yomiyama Nord în clasa 3-3. Acesta stă în casa bunicilor lui împreună cu mătușa sa Reiko Mikami. Ajuns în Yomiyama el o cunoaște pe misteroasă Mei, de care se simte foarte atras, în ciuda avertismentelor și în curând acesta este prins în rezolvarea unui mister care l-ar putea costa viața sa și a colegilor săi de clasă.

#### Mei Misaki ((見崎 鳴Misaki Mei)
Dublată de: Natsumi Takamori[1] (Japoneză); Monica Rial[2] (Engleză), Ai Hashimoto[3] (live-action)
Mei Misaki este o fată tăcută, retrasă și căreia îi place să desenze. Ea pare să fie invizibilă pentru cei din jur și chiar de la început îl descurajă pe Kouchi de a se apropia de aceasta. Peste ochiul ei stâng poartă un petic alb. Ea îl întâlnește pentru prima dată pe Kouchi la spital în lift, când se ducea să livreze ceva. Mai târziu se revelează că aceasta se ducea să livreze păpușa "celeilalte ei jumătăți", verișoara ei, cunoscută ulterior ca sora ei geamănă. Pe parcurs aceasta îl va ajuta pe Kouchi să dezlege misterul fenomenului și îi va dezvălui că ochiul ei de sub petic este cel al unei păpuși, care abilitatea specială de a vedea oaemnii aporoape de moarte.

### Colegii de clasă

#### Clasa 3-3

##### Tomohiko Kazami (風見 智彦Kazami Tomohiko)
Dublat de: Mitsuhiro Ichiki (Japoneză); Josh Grelle[2] (Engleză), Takashi Waka (live-action)
Tomohiko Kazami este unul dintre colegii de clasă a lui Kouchi care l-a vizitat la spital. Împreună cu Izumi Akazawa și Yukari Sakuragi acesta este unul dintre ofițerii clasei și au venit la acesta în spital să facă cunoștință cu acesta. Acesta are părul albastru închis, ochii violeții și poartă ochelari. De asemnea el este prieten cu Naoya Teshigawara, cu care aparent a mai fost coleg.

##### Yukari Sakuragi (桜木 ゆかりSakuragi Yukari)
Dublată de: Ai Nonaka[1] (Japoneză); Brittney Karbowski[2] (Enleză), Maya Okano (live-action)
Yukari Sakuragi este una dintre colege de clasă ale lui Kouchi, care l-a vizitatla spital. Aceasta are părul șaten deschi, poartă ochelari și areo fundă în păr. Ea este printre prima elevă care moare. Acesta moare în urma căzăturii de pe scării, unde gâtul i s-a înnfipt în vârful ascuțit al umbrelei ei când alerga pe scări după ce a primit orobila veste cum că mama ei a murit.

##### Naoya Teshigawara (敕使河原直哉Teshigawara Naoya)
Dublat de: Tomoaki Maeno[1] (Japoneză); Chris Patton[2] (Engleză), Kiyotaka Uji (live-action)
Naoya Teshigawara este unul dintre cei mai buni prieteni a lui Kouchi, dar și a lui Tomohiko. El este un băiat înalt și foarte vesel, care în ciuda vârstei este foarte copilăros și superficial. El este cel care înceracă să-i exlice lui Kouchi despre calamitate deși a întâmpinat mari greutăți.

##### Yūya Mochizuki (望月 優矢Mochizuki Yūya)
Dublat de: Kazutomi Yamamoto[1] (Japoneză); Clint Bickham (Engleză), Kai Inowaki (live-action)
Yuuya este coleg de clasă cu Kouchi și este mebru în clubul de artă. Împreună cu Naoya și Mei ajută la dezlegarea misterului. Acesta este o fire politicoasă și prietenoasă și pare să aibă o simpatiei pentru asistenta clasei Miss Mikami.

##### Izumi Akazawa (赤沢 泉美Akazawa Izumi)
Dublată de: Madoka Yonezawa[1] (Japoneză); Jessica Boone[2] (Engleză), Mika Akizuki (live-action)
Izumi Akazawa apre pentru prima dată la spital când îl viziteauă pe Kouchi alături de alți doi colegi. Aceasta se prezintă a fi unul dintre ofițerii clasei și șefa contramăsurilor. Ea este deșteaptă și foarte implicată în rezolvarea calamității, deși la început vrea să-l țină pe Kouchi când mai departe de adevăr, pe parcurs aceasta arată un interes pentru el, deoarece crede că l-a mai întâlnit cândva. Împreună cu alte dpuă colege este mebră în clubul de dramă.
În roman, în cursul vacanței de vară în excurssie ea este convinsă de o colegă să sară de pe verandă și moare ruăpându-și gâtul. În manga și adaptarea anime, aceasta are părun prins în cocuri și autorul i-a dat acesteia un ros destul de important în roman care a ajutat mai târziu la conceperea unei acțiunii de efect.

##### Ikuo Takabayashi (高林郁夫Takabayashi Ikuo)
Dublat de: Shou Takano (Japoneză); Blake Shepard[2] (Engleză)
Ikuo Takabayashi este un coleg de clasă cu Kouchi care a murit în umra unei crize de inimă atunci când încerca să-i spună acestuia adevărul depsre fenomenul care are loc în clasă. El a murit în Iunie. 

##### Shōji Kubodera (久保寺紹二Kubodera Shōji)
Dublat de: Kōzō Mito (Japoneză); David Matranga[2] (Engleză)
Acesta era dirigintele clasei, însă care s-a sinucis în fața clasei cu un cuțit, după ce a cedat nervos. Cu timp înainte acesta și-a sufocat mama cu o pernă și apoi a venit la școală să se sinucidă, după ce toate contramăsurile au dat greș.

##### Ms. Mikami (三神Mikami)
Miss Mikami este asiatenta dirgentului și profesoară de desen. Aceasta devine diriginte după moartea lui Kubodera, deși în anime se spune că devenind asistenta clasei în acest an povară a fost pusă și asupra acesteia. Mai târziu în anime este dezvăluit că aceasta este persoana extra din clasă.

##### Tatsuji Chibiki (千曳 辰治Chibiki Tatsuji)
Dublat de: Hiroaki Hirata[1] (Japoneză); David Wald (Engleză), Yoshihiko Hakamaka (live-action)
Tatsuji este bibliotecarul școlii care este adesea văzut purtând negru. Acesta îl ajută pe Kouchi să dezlege o parte din mister cu ajutorul registrelor morțiilor din clasă din fiecare an. Pe parcursul anime-ului acesta se dovedește a fi fost diriginte în clasa 3-3 din anul 1972, chiar clasă unde se presupune că a murit Misaki. Aparent și mama lui Kouchi, Ritsuko Sakakibara a fost elevă în clasa dândului. 

### Personaje secundare
- Misaki Yomiyama - elevul decedat din anul 1972
- Sanae Mizuno - asistenta de la spital care l-a ajutat pe Kouichi
- Katsumi Matsunaga - fost coleg de clasă cu Reiko Mikami, cel care a reușit să oprească calamitatea într-un an
- Tomoka Inose - sora vitregă a unui coleg de a lui Kouchi care lucrează la cafenea ca ospătăriță
- Mineko Numata - bunica lui Ikuo Takabayashi, care în roman se dovedește a fi responsabilă de moartea Manabu Maejima, Izumi Akazawa, Takako Sugiura, Junta Nakao, Shigeki Yonemura, și a soțului ei  husband Kensaku (Lista celor 7 morții din August)

## Media

### Romanul
Romanul Another are 677 pagini și este scris de către Yukito Ayatsuji. Romanul a fost serializat inițial în revista literară Kadokawa Shoten lui Yasai Jidai în perioadele intermitentă din august 2006 și mai 2009. Un volum tankōbon compilat a fost publicat pe 29 octombrie 2009 și două volume ediție bunkobon a fost lansate pe 25 septembrie 2011. O re-lansare a ediției bunkobon oferind ilustrații de Noizi Ito a fost lansată sub amprenta Sneaker Bunko la 1 martie 2012. Un roman spin-off intitulat O alta: Episodul S a fost lansat la data de 31 iulie 2013. Un roman continuare, cu titlu experimental, un alt 2 a fost anunțată. Yen Press a licentiat roman din America de Nord

### Adaptarea manga
O adaptare manga ilustrata de Hiro Kiyohara a fost serializat între  mai 2010 și ianuarie 2012 în Young Ace Kadokawa Shoten. Patru volume tankōbon au fost lansate între 04 octombrie 2010 și 29 decembrie 2011. Volumul manga "0th"a fost lansat pe data de 26 mai 2012. 

### Adaptarea Anime
O adaptare de 12 episoade anime au fost produs de către studiorile PAWorks, în regia lui Tsutomu Mizushima și difuzat în Japonia, între 10 ianuarie și 27 martie 2012. Scenariul a fost scris de Ryo Higaki, iar directorul șef de animație Yuriko Ishii s-a bazat pr design-ul personajelor utilizat în anime-ul despre arta concept originală a lui Noizi lui Ito. Muzica a fost produs de Kow Otani, iar directorul de sunet este Yoshikazu Iwanami. Anime-ul are două piese tema: tema de deschidere "Kyōmu Densen" (凶 夢 伝 染, "coșmar Contagion"?), De formația Ali Project, iar tema se încheie "Anamnesis" de către Annabel. Sentai Filmworks a licențiat seria în America de Nord, eliberând-o pe BD / DVD la data de 30 iulie 2013. O animație, un episod special, video original (OVA) episod, a fost  stabilit înainte de începerea seriei și a fost lansat pe 26 mai 2012, odată cu volum de "0th"  manga. MVM Films a lansat seria, inclusiv OVA, în Regatul Unit și a Irlandei la sfârșitul anului 2013.

### Live action
O adaptare live-action în regia lui Takeshi Furusawa, și produsă de Kadokawa Pictures a fost lansată în cinematografele japoneze pe 4 august 2012. Tema cântecului este "Rakuen" (楽 園?, "Paradise") de către Miliyah Kato.

## Legături externe
Anime și manga
- Site web oficial la Kadokawa Shoten ja
- Another (anime) la Enciclopedia Anime News Network
- Another (anime) la Internet Movie Database
- Wikia Another în limba română

Film
- Another (film) la Internet Movie Database

1. 1 2  AniList, accesat în 9 decembrie 2022